# Difesa elastica
Con il termine difesa elastica si definisce un'innovativa strategia di combattimento ideata dall'esercito francese in seguito alle spaventose battaglie di Verdun e della Somme: furono comunque i tedeschi ad applicarla per primi, dopo averne appreso i principi tattici da alcuni documenti sottratti ai francesi.

## Attuazione e finalità
La strategia consiste nel dividere la linea del fronte in tre successive cinture difensive: la prima era formata dalle posizioni più avanzate e strutturate in semplici posti d'osservazione occupati da pochi soldati; la seconda costituiva la cintura più robusta e fortificata da contrapporre all'assalto con le truppe riparate e protette dal fuoco dell'artiglieria e preparate a resistere in attesa dei contrattacchi; la terza si configurava come una linea di supporto e di massima resistenza, con ricoveri protetti per riparare le truppe di riserva utilizzabili per sferrare un eventuale contrattacco.
Il principio ispiratore era quello di acquistare forza nel momento stesso in cui il nemico la perde. I pochi soldati in prima linea dovevano perciò rallentare il nemico ingaggiando brevi schermaglie, per poi ritirarsi sulla seconda linea rinforzata da fortini, casematte e bunker e lanciare così il contrattacco. In caso di necessità, le truppe di riserva presenti in terza linea potevano intervenire e supportare i commilitoni. Nei cruenti scontri della prima guerra mondiale, in particolare, la tattica poteva arrecare gravi perdite all'attaccante, in quanto più l'avanzata procedeva e minore era il supporto che l'artiglieria poteva fornire all'esercito in avanzata. Un concetto simile venne applicato da Annibale a Canne: arretrando progressivamente il proprio fronte d'attacco ed impiegando le sue truppe, meno numerose, ma più esperte e più mobili, in una complessa manovra a tenaglia, riuscì ad attirare al centro, contro l'apparente punto debole esposto dello schieramento cartaginese, la massa d'attacco romana, permettendo allo schieramento centrale degli ibero-galli di guadagnare tempo e spazio di manovra per arretrare sotto il prevedibile urto dell'attacco romano senza disgregarsi.
Nelle tattiche militari del XX secolo, però, una simile strategia veniva mal vista, in particolare dai generali dell'Intesa, che ancora facevano dell'offensiva ad oltranza e del mantenimento della posizione ad ogni costo il proprio credo. Cedere terreno, anche se momentaneamente, per poi contrattaccare concedendo ampia autonomia agli ufficiali subalterni sull'impiego delle forze e sulla gestione degli obiettivi non era dunque contemplato.
Il successo difensivo dei tedeschi nel corso delle battaglie del fronte occidentale si deve anche all'applicazione di queste tattiche: la tattica della guerra totale propugnata da Falkenhayn, sia in occasione della battaglia di Verdun sia in quella della Somme, prefigurava già forme di difesa elastica per cui comunque la prima linea, se perduta, doveva essere riconquistata con un contrattacco immediato.